# マクスウェル・D・テイラー

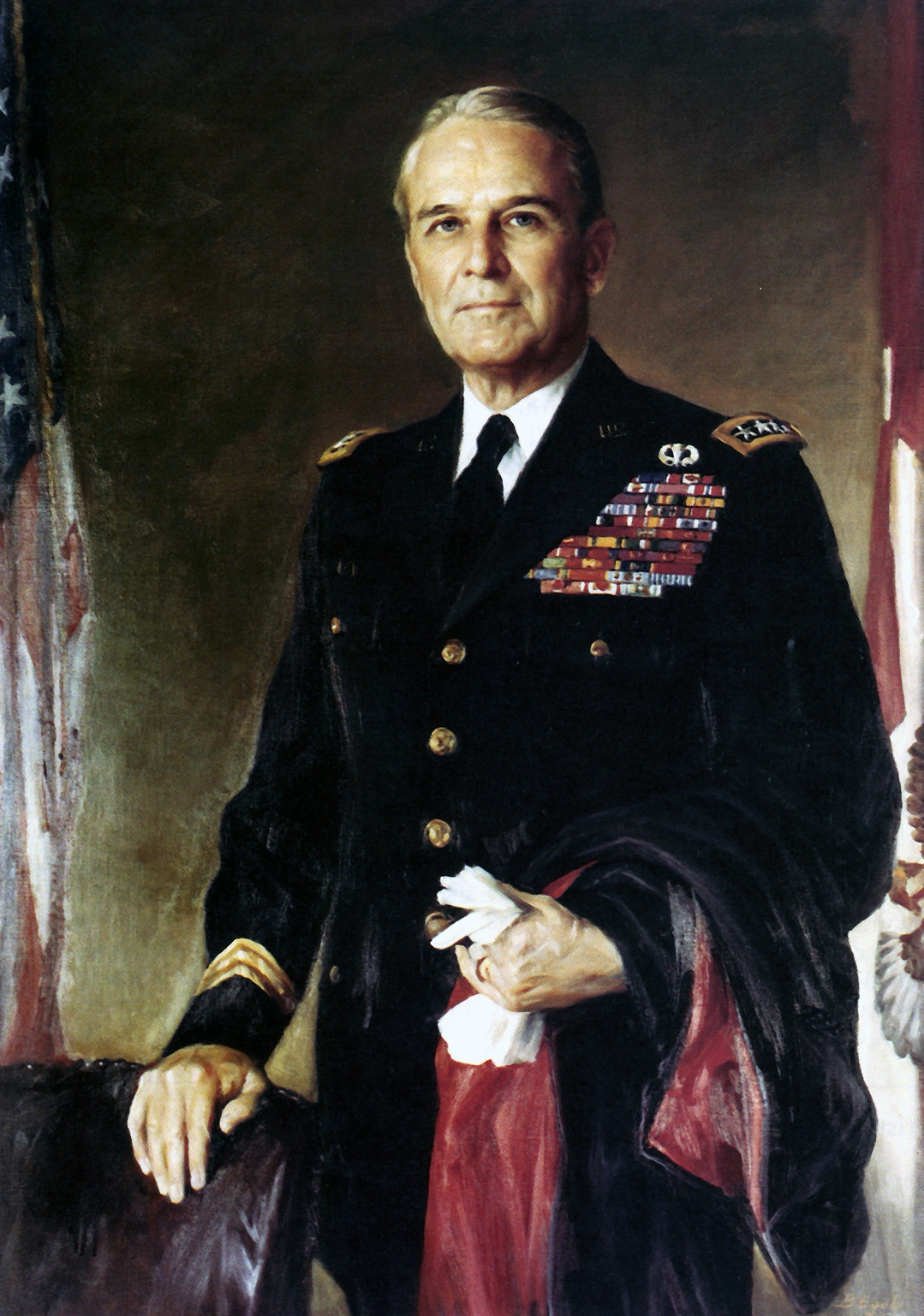
礼装姿のテイラー。

マクスウェル・ダヴェンポート・テイラー（英語: Maxwell Davenport Taylor, 1901年8月26日 - 1987年4月19日）は、アメリカ合衆国の軍人、外交官。

## 経歴
テイラーはミズーリ州キーテスビルで生まれ、1922年にアメリカ陸軍士官学校を卒業した。日本語など7カ国語に通じ、1937年の盧溝橋事件のときは、駐日大使館付武官補佐官であったが北京に出張した。そして、北京の食堂に入って日本軍の兵士の方言を聞き分け、内地3個師団が派遣されたことを確認した。。

### 第二次世界大戦
テイラーのアメリカ政府内での昇進は、第二次世界大戦初期における第82空挺師団でマシュー・リッジウェイ将軍の下から始まった。1943年にはその外交および言語能力からローマでの秘密任務に結びついた。ドワイト・D・アイゼンハワー将軍は後に「私が戦争の間、いかなる他のエージェントおよび密偵に依頼したよりも、彼が冒した危険は大きかった。」と語った。彼は新しいイタリアの首相、ピエトロ・バドリオ元帥に会って第82空挺師団が降下してイタリア軍と共に行動する任務のコーディネイトを任された。ローマの近くに降下して占領する予定であったが、彼はそれが既に遅すぎるということを悟り、作戦は土壇場で中止された。ドイツ軍は予定された降下地帯をカバーするために既に移動していた。テイラーが降下の中止を報告したとき、輸送機は既に飛行中であった。
地中海戦役後にテイラーは、イギリスで訓練中の第101空挺師団に配属される。同師団の創立者および指揮官であったビル・リー少将が心臓発作を起こした後、テイラーは師団の指揮官に就任した。
テイラーは従卒と共にノルマンディーへ降下し、連合軍の将官としてD-デイ当日最初にフランスの地に立った。彼はその後終戦まで第101空挺師団を指揮したが、その後同師団が参加した最も有名な戦闘であったバルジの戦いでのバストーニュにおける戦闘では、スタッフ会議に出席するため本国に帰国中で戦闘を指揮することはできなかった。彼の代わりにアンソニー・マコーリフ将軍が同師団を指揮した。落下傘兵のうちの幾名かはこの出来事からその後テイラーに憤慨した。テイラー将軍は、バストーニュにおける第101空挺師団の防衛戦を第二次世界大戦における「最もすばらしい時間」であったとし、当時彼がその現場に不在であったことを、第二次世界大戦で最も当て外れの出来事であったと述べた。

### 戦後
1945年から1949年まで、テイラーは陸軍士官学校の校長を務めた。1947年に彼は「士官候補生表彰規定」を作成した。1949年から1951年まではベルリンで欧州連合軍総司令官を務めた。
1953年には第8軍 (アメリカ軍)司令官として、朝鮮戦争に参加する。1955年にはマシュー・B・リッジウェイ陸軍大将の後を継いで陸軍参謀総長に就任、1959年まで同職を務めた。陸軍参謀総長として彼は、歩兵師団の再編成により核兵器の時代における陸上戦力の削減を試みた。デヴィッド・ハックワース大佐のような観察者は、その試みがアメリカ陸軍における佐官クラスの将校の役割を意味のないものにし、ベトナムでの戦闘に適合できなくしたとする。
1957年、リトルロック高校事件に際してアイゼンハワー大統領はテイラー将軍に対して第101空挺師団から1,000名の兵士をアーカンソー州リトルロックに派遣するよう命じ、リトルロック・セントラル高校の人種差別を廃止せよという連邦裁判所の命令を実施させた。
陸軍参謀総長としてテイラーは、アイゼンハワー政権の国防政策である「ニュールック」政策に対する辛辣な批評家であった。彼は「ニュールック」政策が過剰に核兵器に頼っており、通常戦力をないがしろにしているとして批判したほか、統合参謀本部のシステムの不備も指摘した。しかしその批判・指摘は取り上げられることはなく、そのことに不満を持ったテイラーは、1959年7月に現役を退いた。退役後、彼は公的に「ニュールック」政策への反対運動を始め、1960年1月には『不確実なトランペット （The Uncertain Trumpet）』と題する非常に批判的な本を出版した。

### 現役復帰
1960年の大統領選が始まると、民主党候補のジョン・F・ケネディはアイゼンハワーの国防政策を批判し、テイラーが『不確実なトランペット』で述べた、力強い「フレキシブルな応答」政策を擁護した。ケネディはこの大統領選で勝利を収め、1961年1月に大統領に就任する。同年4月にピッグス湾事件でキューバの政権転覆に失敗すると、統合参謀本部が十分な軍事的アドバイスを提供していなかったと感じたケネディは、ピッグス湾事件の調査を行う特別委員会の委員長にテイラーを任命した。
ケネディ大統領と弟のロバート・ケネディ司法長官は、共にテイラーに対して敬意を抱いていた。ピッグス湾事件の特別調査委員会は、悲惨な事件の検証を行うため1961年4月から5月まで6週間会合を行った。テイラーはロバート・ケネディと共に仕事を行い、その友情を育んでいった。
テイラーはロバート・ケネディについて「彼は『甘言』に常に目を光らせており、回避と不正確に不快感を持ち、真実を追求するという決意に容赦がない」と語り、その姿勢を評価している。また、ロバート・ケネディは息子の一人をマシュー・マクスウェル・テイラー・ケネディと命名しており、このことからテイラーに対する尊敬の念がうかがえる。
調査完了後間もなく、テイラーに対するケネディ一家の信頼感と統合参謀本部に対する大統領の不信感により、ケネディ大統領はテイラーを現役復帰させ、彼を新設のポストに就けることにした。大統領との個人的な親密さにより、テイラーは統合参謀本部議長を差し置いて事実上の軍事顧問となった。1962年10月1日にケネディ大統領はテイラーを統合参謀本部議長として任命し、ねじれ状態を解消させた。テイラーは統合参謀本部議長職を1962年から1964年まで務めた。

### ベトナム戦争
ベトナム戦争の最初の週はテイラーにとって非常に重要であった。ケネディ大統領はテイラーに対して「南ベトナムの独立は、その国の人々と政府に責任がある。」と語ったが、テイラーはすぐに8,000名の実戦部隊を派遣するように進言した。内閣と参謀本部に対してレポートを作成した後、テイラーは南ベトナムに部隊を派遣するという決定を考えることになっていた。
「私は反対者のことを思い出したくない。たった一人を除いては。その一人は大統領であった。大統領はちょうどこれが正しい行いであったことを納得したくはなかった......陸軍の地上部隊を投入すべきでないというのは、本当に大統領の個人的な信念であった。」
テイラーはゴ・ディン・ジエム大統領を打倒した1963年の南ベトナムのクーデターに反対した。一連の短命な臨時政府が続き、テイラーが1964年に南ベトナム大使に就任した後、彼は頻繁にグエン・カーン将軍と衝突した。

### 退役
2度目の退役の後、ヘンリー・カボット・ロッジJr.の後任として1964年から1965年まで南ベトナム大使を務め、ベトナム戦争のエスカレーションに関与した。彼は大統領特別顧問、国外情報諮問委員会委員長(1965 - 1969)、防衛分析研究所所長(1966 -1969)であった。
筋萎縮性側索硬化症で1987年4月19日にワシントンD.C.で死去、アーリントン国立墓地に埋葬された。
映画『遠すぎた橋』ではポール・マクスウェルが、『13デイズ』ではビル・スミトロヴィッチがテイラーを演じた。

## 批判
テイラーはハーバート・マクマスター少佐（後のドナルド・トランプ政権 大統領補佐官）の1997年の著書『Dereliction of Duty』で厳しい批判を受けている。具体的には、テイラー将軍はマクナマラ国防長官に対して故意に統合参謀本部の見解を不正確に伝え、意志決定プロセスから統合参謀本部を排除していたとされる。統合参謀本部は軍事案件に関して無条件の評価と推薦を提供することが彼らの義務であると感じていたが、テイラー将軍は統合参謀本部議長は大統領の決断を支持するだけではなく、本物の信奉者であるべきだという強い信念を抱いていた。この食い違いは戦争初期の計画段階、アメリカ合衆国の戦争に対する関与の本質がどのようであるべきかいまだ決定されずにいた間に現れた。マクナマラを始めとする国防総省の高官は段階的な関与の拡大、つまり北ベトナムに対して徐々に圧力を拡大していくという方針にあった。しかしながら統合参謀本部は意見を異にし、アメリカ合衆国がベトナムに対して更に関与するならば、勝利を得るという明確な意志と、圧倒的な武力の行使が必要であると考えていた。マクマスターは、テイラー将軍が様々な政治工作を利用して統合参謀本部の意見を大統領から遠ざけることに成功し、マクナマラがベトナムにおいて系統的にアメリカ合衆国の意志決定プロセスを支配することを助けたと主張している。

## 参照
1. ↑  白善燁『若き将軍の朝鮮戦争』（草思社）p.386
2. ↑  Krebs, Albin (1987年4月21日). “Maxwell D. Taylor, Soldier and Envoy, Dies”. The New York Times 2009年4月22日閲覧。
3. ↑  Cole C. Kingseed (Fall 2003, http://findarticles.com/p/articles/mi_m0IAV/is_1_92/ai_114049389).+“An American Soldier: the Wars of General Maxwell Taylor - Book Review'”. ”Infantry Magazine {{cite news}}: |date=の日付が不正です。 (説明); |publisher=では太字とイタリック体は使えません。 (説明); |date=で外部リンクを指定しないでください (説明)⚠⚠⚠
4. ↑  West Point
5. ↑  Schlesinger, Robert Kennedy: His Life and Times
6. ↑  Dereliction of Duty McMaster, p. 63

- For Bay of Pigs and Vietnam War material - "Robert F. Kennedy and His Times", Arthur M. Schlesinger, Jr.
- "The Chairmanship of the Joint Chiefs of Staff." Ronald H. Cole, Lorna S. Jaffe, Walter S. Poole, Willard J. Webb. Joint History Office, Office of the Chairman of the Joint Chiefs of Staff, 1995. Section II, pp. 77-84. http://www.dtic.mil/doctrine/jel/history/jcspart2.pdf
- "An American Soldier: the Wars of General Maxwell Taylor" John M. Taylor, Presidio Press, 1989